# Embalse de Zahara-El Gastor
Der Embalse de Zahara-El Gastor (auch Presa de Zahara-El Gastor) ist ein Stausee in der Region Andalusien in Spanien. Der See dient als Wasserreservoir für die Landwirtschaft und wird von dem Fluss Guadalete gespeist.

## Lage
Der Stausee Embalse de Zahara-El Gastor befindet sich unterhalb des Ortes Zahara de la Sierra in der Region Andalusien.

## Geschichte
An der Stelle des heutigen Staudamms befand sich eine als puente romano bezeichnete historische Brücke, über die man nur weiß, dass sie vor dem 15. Jhdt. angelegt worden sein muss. Diese wurde im Vorfeld der Aufstauung Anfang der 1990er Jahre abgebaut, allerdings bis heute nicht wieder aufgebaut.